# Basílica de Santa María dei Frari
La basílica de Santa María Gloriosa dei Frari, normalmente llamada iglesia dei Frari (iglesia de los Frailes), es una de las iglesias más grandes de Venecia (Italia) y tiene el estatus de basílica menor desde el 13 de enero de 1926. Se encuentra en el Campo dei Frari, en el corazón del sestiere de San Polo. El templo está dedicado a la Asunción de María. Está edificado mayoremente en estilo Gótico, aunque la decoración y elementos muebles del interior muestran estilos artísticos posteriores como el Renacimento o el Barroco.
La Orden de los Frailes Menores (franciscanos) obtuvieron terrenos para erigir una iglesia en 1250, pero el edificio no se acabó hasta 1338. De forma casi inmediata se emprendieron los trabajos para reemplazarlo por uno más grande, la iglesia actual, que llevó casi un siglo construir y se acabó a mediados del siglo XV. El campanile (acabado en 1396) mide 83 metros y es el segundo más alto de la ciudad después del campanile de San Marcos.
La imponente iglesia está construida en ladrillo alternado con piedra blanca. Como en muchas iglesias venecianas, el exterior es simple: la fachada principal revela la forma de tres naves escalonadas del interior, y está centrada por una portada ojival con adornos foliáceos y crestería, y estatuas del Salvador, la Virgen y san Francisco. El interior contiene la única reja de coro que sigue en su sitio en Venecia; data de 1475 y está esculpida. El coro data de 1468 y presenta tres gradas de asientos, tallados con bajorrelieves. Lo más destacado del interior es la monumental pala o retablo de la capilla mayor, que contiene una de las más famosas pinturas de Tiziano Vecellio, La Asunción de María. El tempo también acoge la sepultura de este artista, así como las de numerosos dogos y otras figuras relevantes.
Los Frari es una iglesia parroquial del vicariato de San Polo-Santa Croce-Dorsoduro. Las otras iglesias de la parroquia son San Barnaba, San Ludovico Vescovo, Santa María del Soccorso y Santa Margherita.

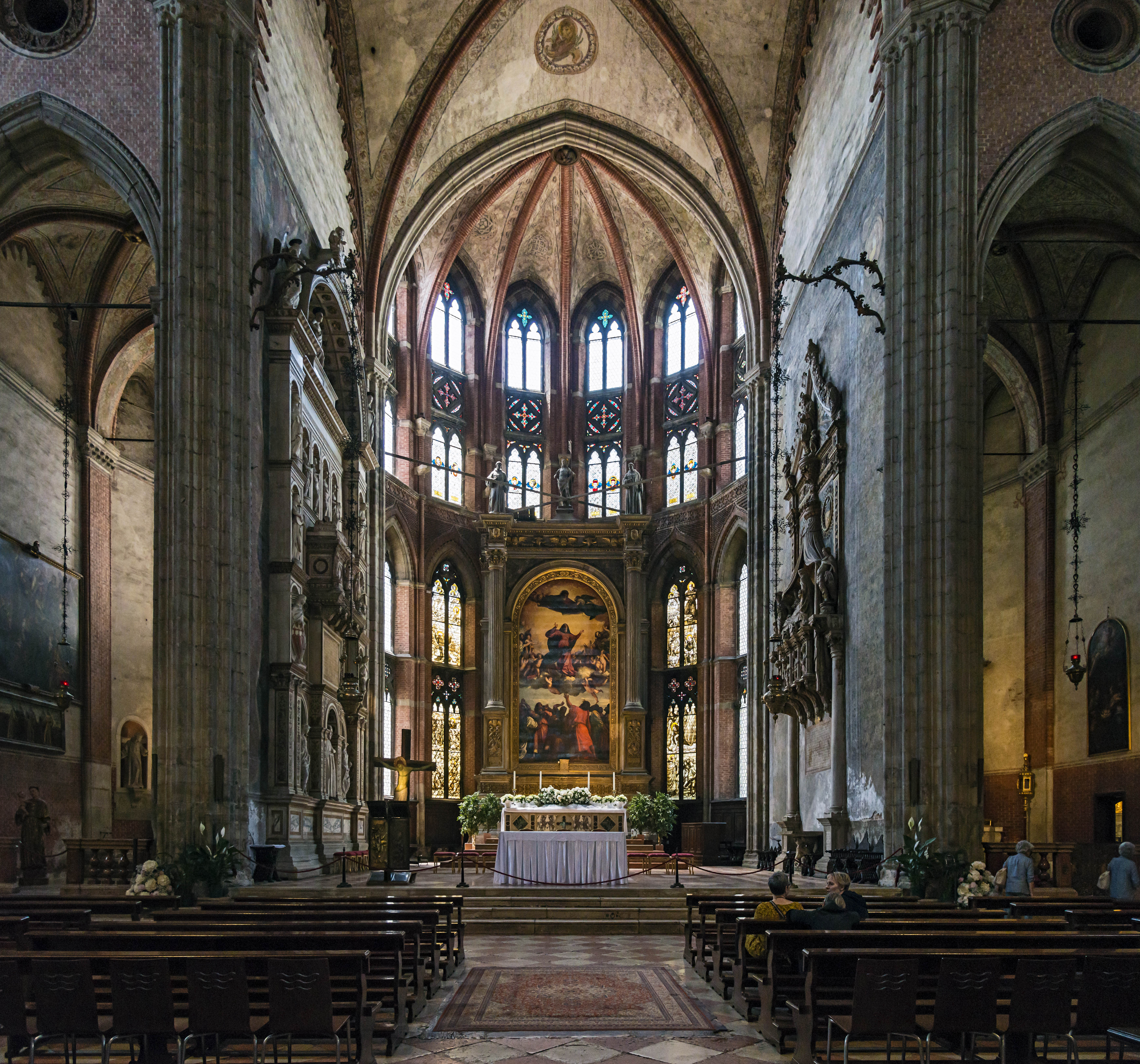
Vista del interior, con la Asunción de Tiziano.
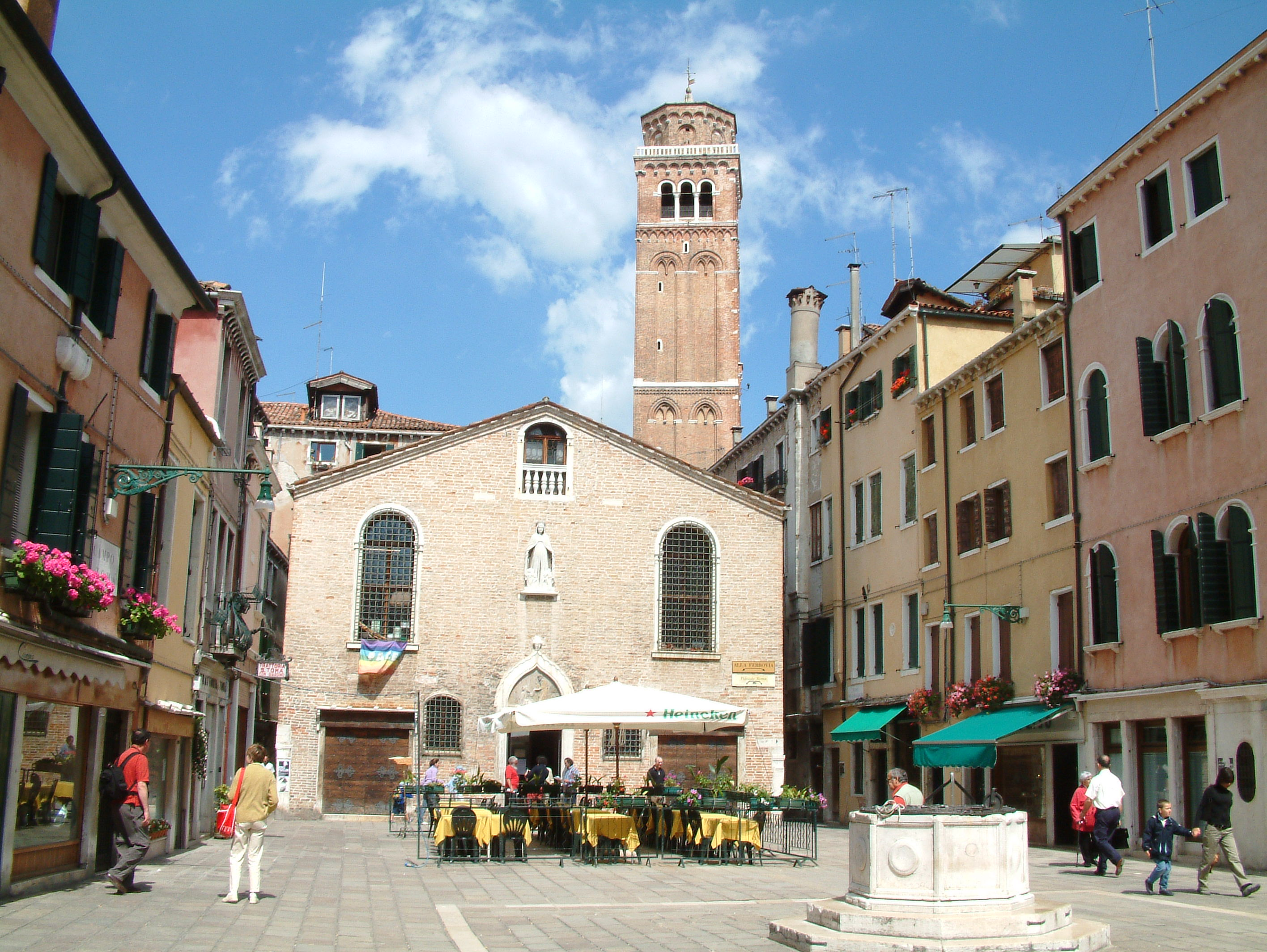
El Campo San Tomà, con el campanile de los Frari al fondo.
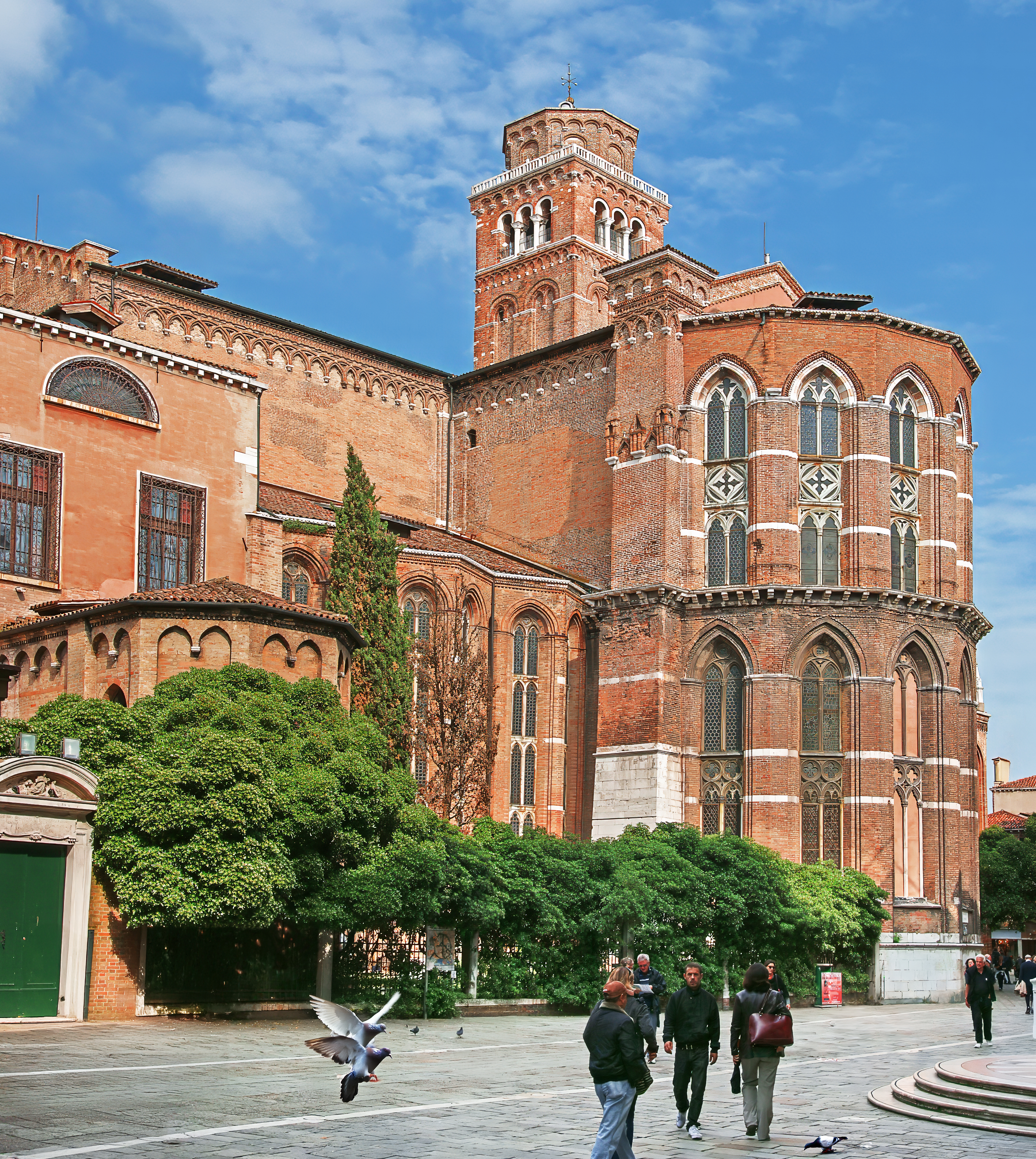
Vista exterior del ábside.
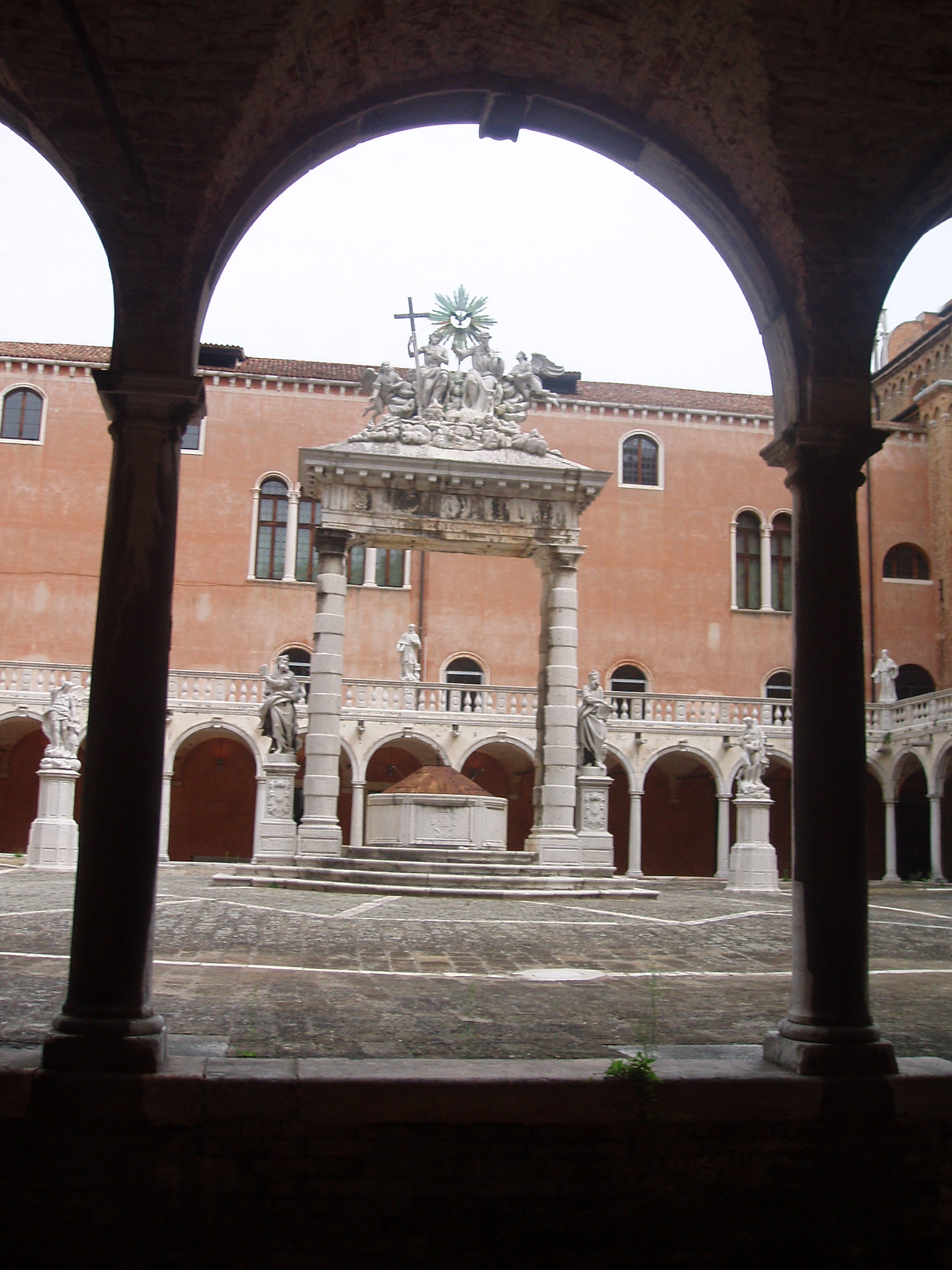
Vista del claustro.
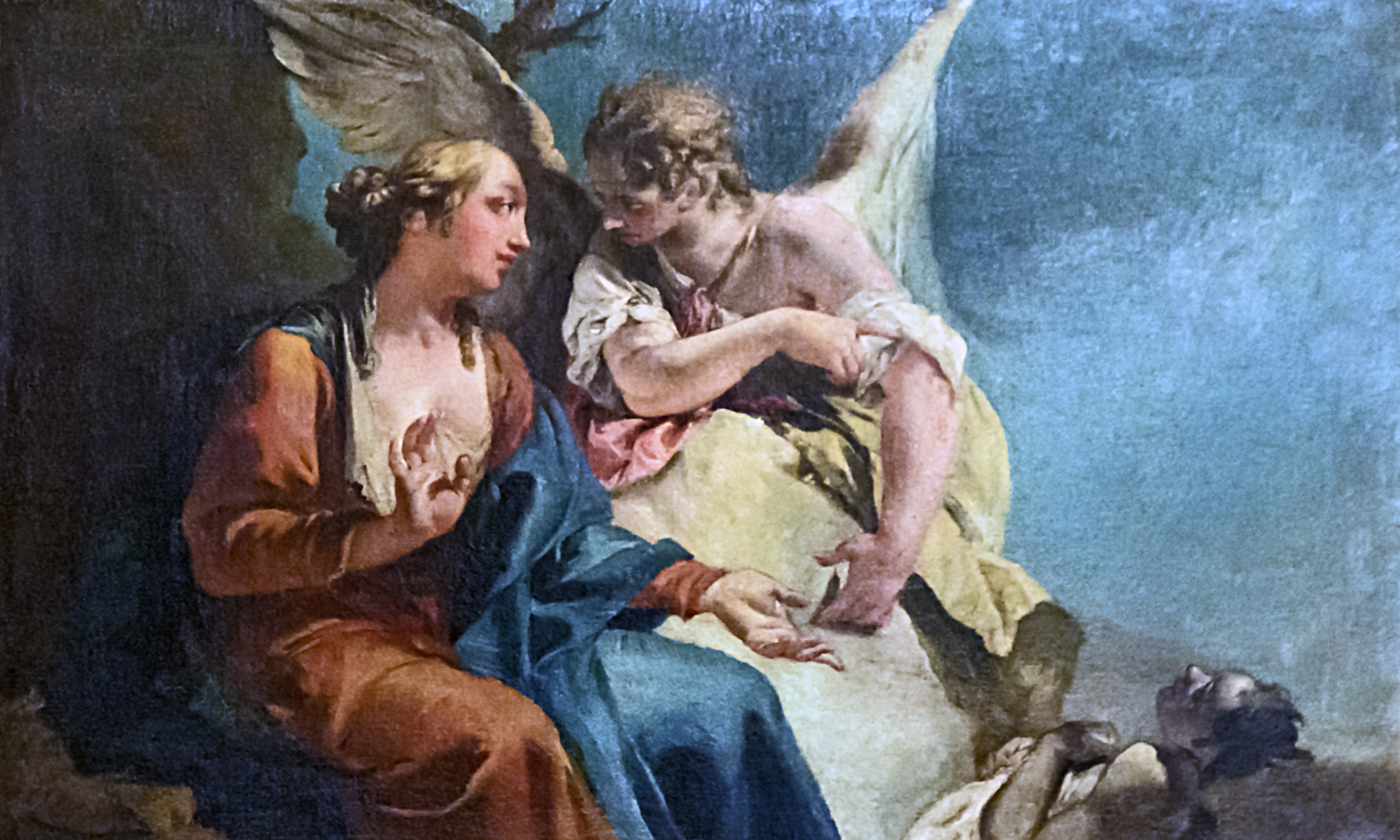
Agar en el desierto, obra de Giambattista Pittoni, en la sala capitular.

## Obras de arte
- Giovanni Bellini, Virgen y Niño con los santos Nicolás de Bari, Pedro, Marcos y Benito (1488), retablo en la sacristía
- Taller de Bartolomeo Bon, figuras de la Virgen y san Francisco en la fachada oeste.
- Pietro Lombardo y Bartolomeo Bon, la reja y sus figuras de mármol.
- Antonio y Paolo Bregno, tumba del dogo Francesco Foscari en la cancela (atribuido; puede ser obra de Niccolò di Giovanni Fiorentino)
- Lorenzo Bregno
  - tumba de Benedetto Pesaro sobre la puerta de la sacristía
  - tumba de Alvise Pasqualino en la pared oeste
- Girolamo Campagna, estatuillas de San Antonio de Padua y Santa Inés en las pilas bautismales de la nave
- Marco Cozzi, asientos del coro
- Donatello, figura de San Juan el Bautista en la primera capilla del coro sur
- Tullio Lombardo, tumba de Pietro Bernardo en la pared oeste (atribuido; puede ser de Giovanni Buora)
- Giambattista Pittoni, Agar en el desierto, en la sala capitular
- Antonio Rizzo, tumba del dogo Niccolò Tron en la cancela
- Giuseppe Salviati, Presentación de Jesús en el Templo
- Jacopo Sansovino, San Juan el Bautista en la parte frontal en la Capilla Corner
- Tiziano
  - La Asunción de la Virgen, espectacular retablo del altar mayor, el mayor de Venecia (1518). La pintura está unánimemente considerada una obra maestra de la madurez artística de Tiziano, así como una de las pinturas más famosas de la ciudad.[4]
  - Pala Pesaro o Madonna di Ca' Pesaro (1526) en la pared norte de la nave
- Paolo Veneziano, Dogo Francesco Dandolo y su esposa presentados a la Virgen por los santos Francisco e Isabel en la sacristía
- Alessandro Vittoria
  - figura de Cristo resucitado en la fachada oeste
  - figura de San Jerónimo en el muro meridional de la nave
- Alvise Vivarini, San Ambrosio y otros santos en la capilla del transepto norte, su última obra
- Bartolomeo Vivarini
  - San Marcos entronizado en la capilla de la esquina en el transepto norte
  - Virgen y Niño con santos, retablo en la tercera capilla del coro sur
- Giuseppe Nogari: San Felipe Neri, óleo sobre tela ubicado en la sacristía.

## Monumentos funerarios
- Pietro Bernardo († 1538) (senador)
- Antonio Canova (solo su corazón está enterrado aquí; la tumba, realizada por sus discípulos, está basada en un dibujo del propio Canova para la tumba no ejecutada de Tiziano)
- Federico Corner
- Dogo Francesco Dandolo (en la sala capitular)
- Dogo Francesco Foscari ( † 1457)
- Jacopo Marcello
- Claudio Monteverdi, uno de los más grandes compositores del siglo XVII
- Beato Pacifico (monumento conmemorativo; no está enterrado aquí)
- Alvise Pasqualino († 1528) (Procurador de Venecia)
- Benedetto Pésaro († 1503) (General)
- Dogo Giovanni Pésaro
- Obispo Jacopo Pésaro († 1547)
- Paolo Savelli (condottiero; primer monumento veneciano con estatua ecuestre)
- Tiziano († 1576)
- Melchiorre Trevisan († 1500) (General)
- Dogo Niccolò Tron

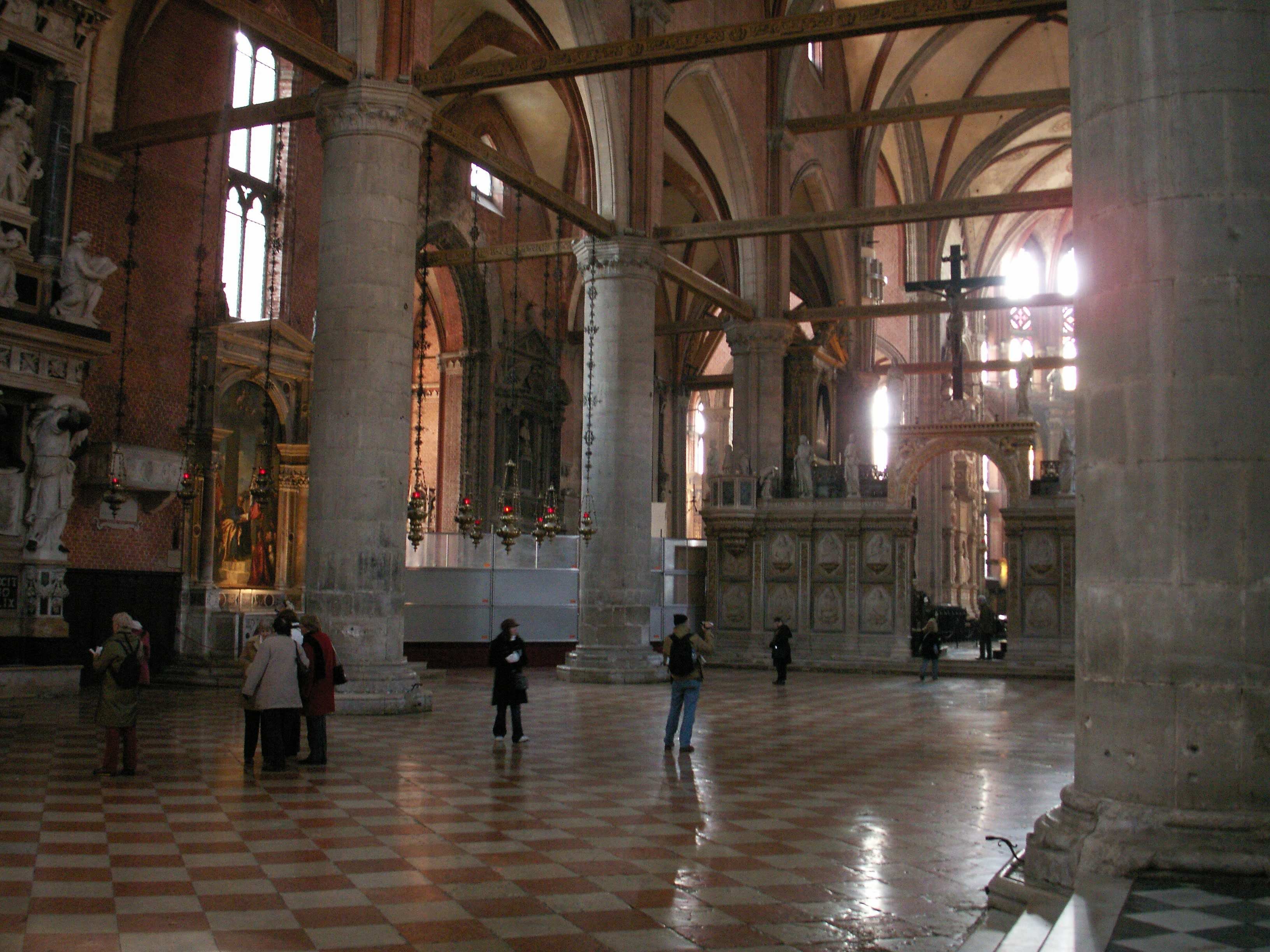
Interior de la basílica.
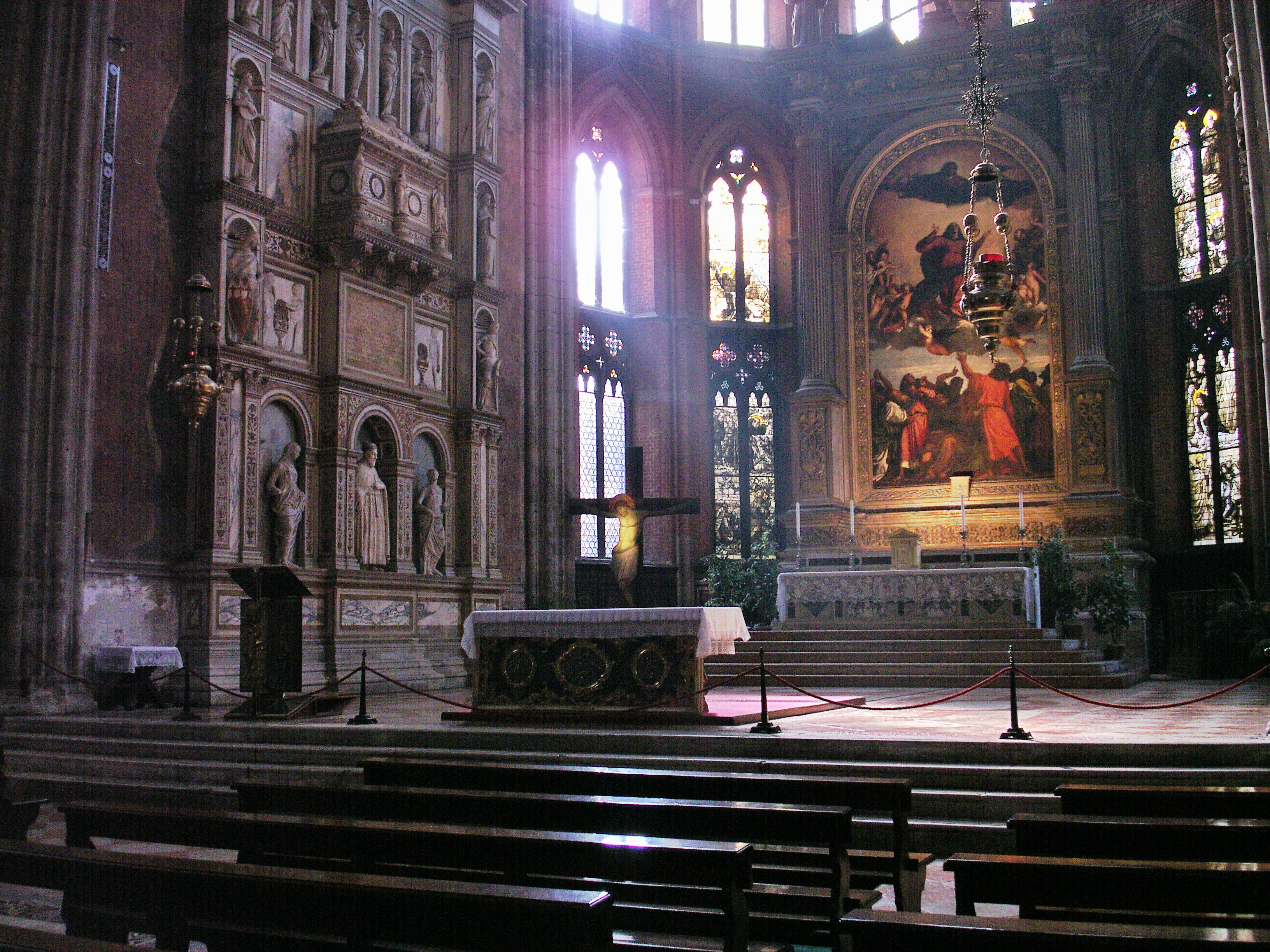
Altar mayor, con el retablo de Tiziano.
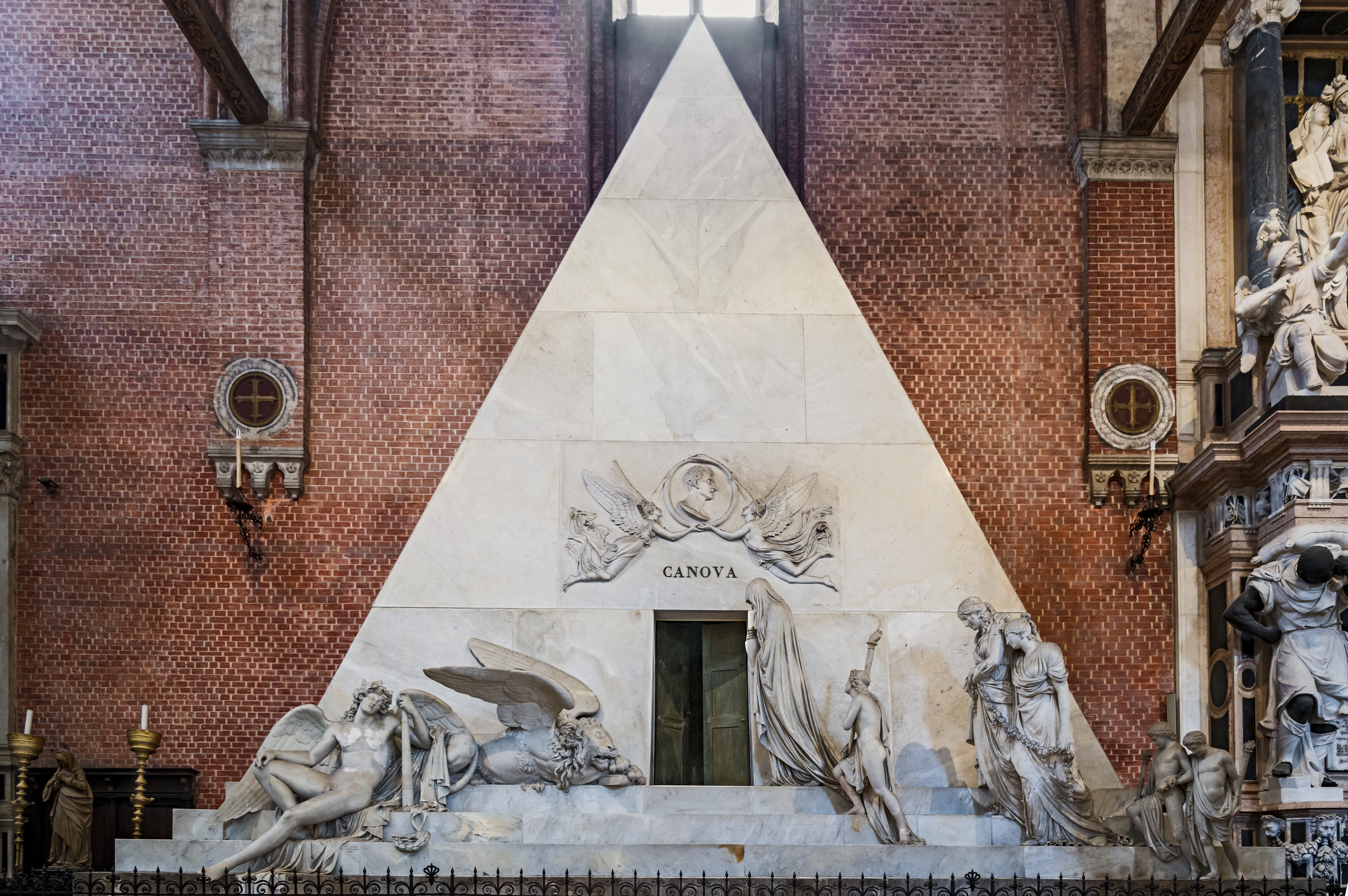
Cenotafio de la tumba de Antonio Canova
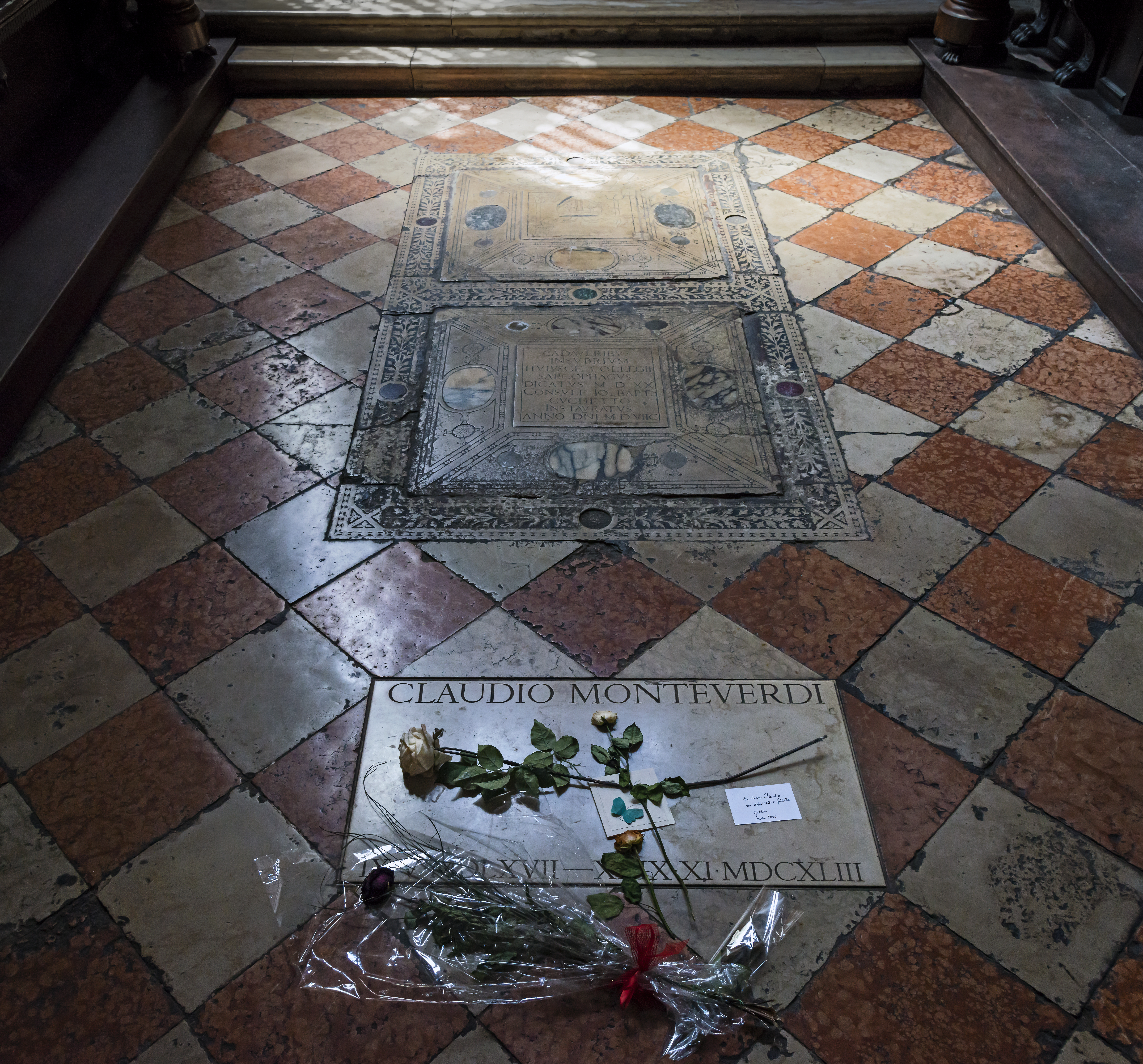
Tumba de Claudio Monteverdi
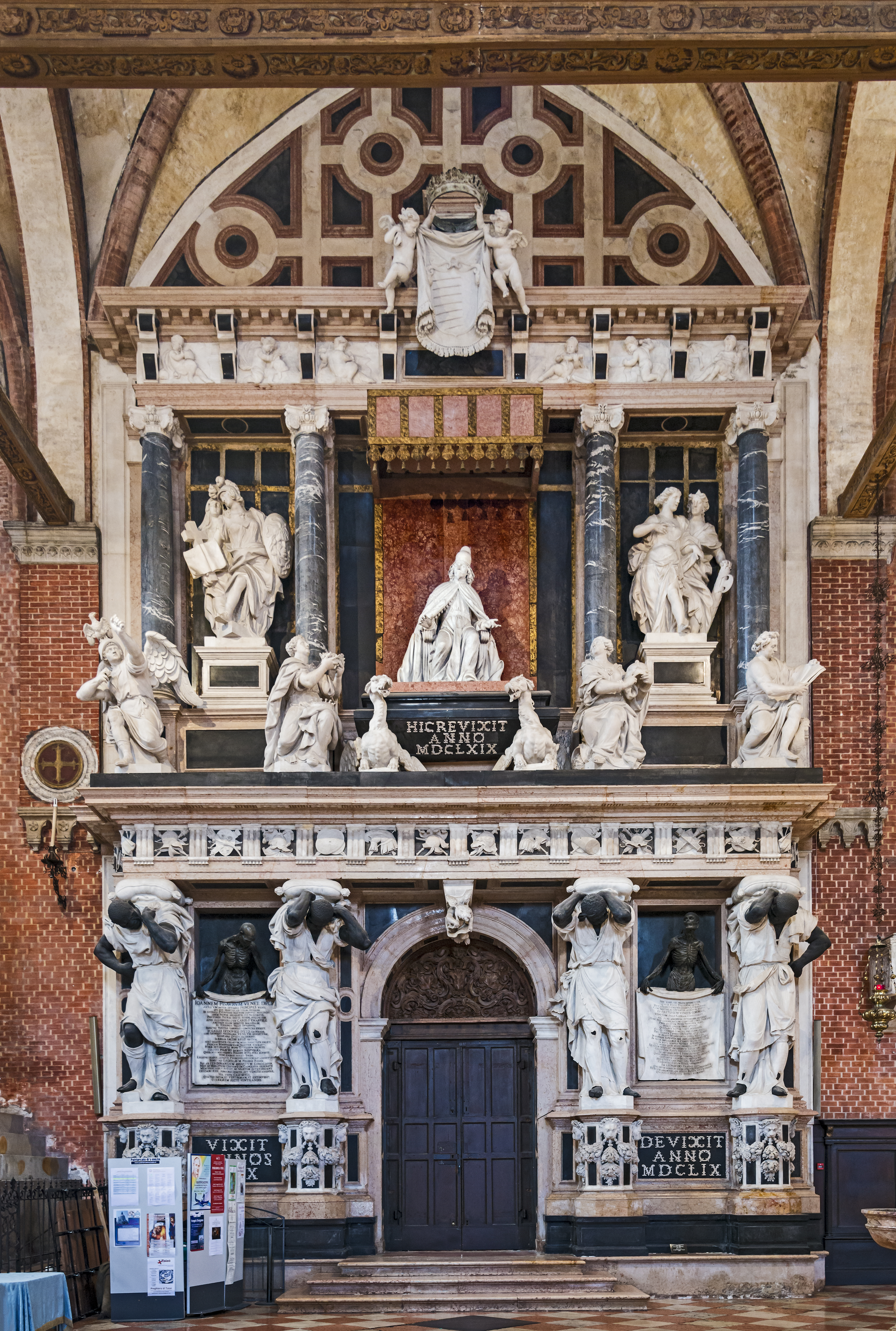
Tumba de Giovanni Pesaro
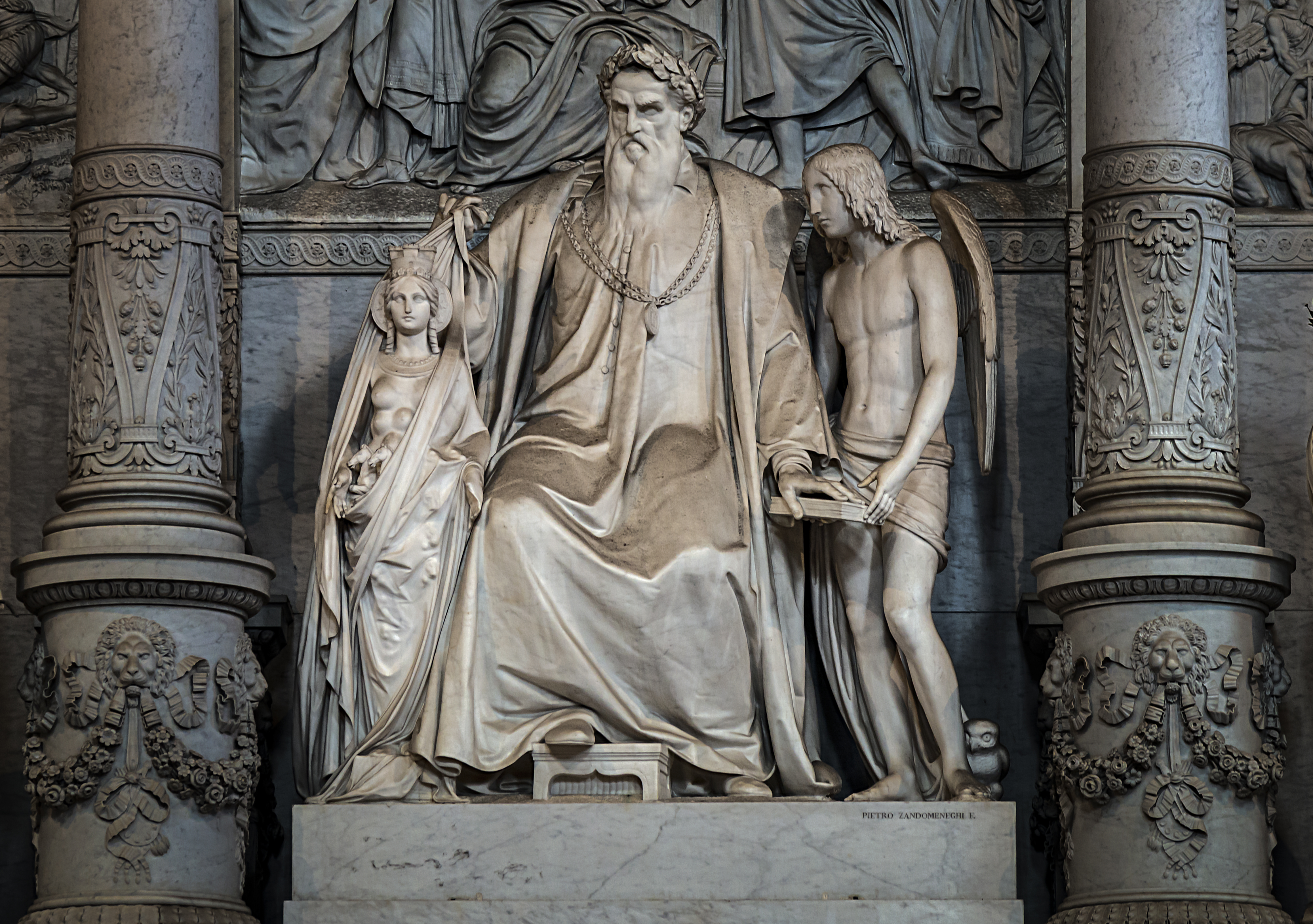
Tumba de Tiziano